# Mistrzostwo Polski 1922
Il Mistrzostwo Polski 1921 è stata la 3ª edizione del Campionato polacco di calcio e vide la vittoria finale del Pogoń Lwów.

## Gruppo Sud
| Pos. | Squadra      | G | Punti | V | N | P | GF | GS |
| ---- | ------------ | - | ----- | - | - | - | -- | -- |
| 1.   | Pogoń Lwów   | 6 | 10    | 5 | 0 | 1 | 37 | 8  |
| 2.   | KS Cracovia  | 6 | 10    | 5 | 0 | 1 | 34 | 7  |
| 3.   | Lublinianka  | 6 | 2     | 1 | 0 | 5 | 6  | 32 |
| 4.   | Ruch Chorzów | 6 | 2     | 1 | 0 | 5 | 8  | 38 |

G = Partite giocate; V = Vittorie; N = Nulle/Pareggi; P = Perse; GF = Goal fatti; GS = Goal subiti; 

## Gruppo Nord
| Pos. | Squadra        | G | Punti | V | N | P | GF | GS |
| ---- | -------------- | - | ----- | - | - | - | -- | -- |
| 1.   | Warta Poznań   | 6 | 12    | 6 | 0 | 0 | 33 | 6  |
| 2.   | ŁKS Łódź       | 6 | 6     | 3 | 0 | 3 | 17 | 9  |
| 3.   | Polonia Warsaw | 6 | 4     | 2 | 0 | 4 | 13 | 14 |
| 4.   | Strzelec Wilno | 6 | 2     | 1 | 0 | 5 | 9  | 33 |

G = Partite giocate; V = Vittorie; N = Nulle/Pareggi; P = Perse; GF = Goal fatti; GS = Goal subiti; 

## Finale
- Warta Poznań 1-1 Pogoń Lwów
- Pogoń Lwów 4-3 Warta Poznań